# Jižní Bug
Jižní Bug (ukrajinsky Південний Буг, Pivdennyj Buh, rusky Южный Буг, Južnyj Bug, starořecky Hypanis) je řeka protékající jihozápadní a jižní Ukrajinou (Chmelnycká, Vinnycká, Kirovohradská a Mykolajivská oblast). Je 806 km dlouhá. Povodí má rozlohu 63 700 km².

## Průběh toku
Pramení v mokřadech na Podolské vysočině asi 85 km západně od města Chmelnyckyj. Na horním toku teče bažinatou krajinou mezi nízkými břehy. Na středním toku tvoří hluboké údolí, v němž vytváří četné peřeje především na úseku mezi Pervomajskem a vesnicí Aleksandrovka. Nejznámější se nazývají Migejské a Bogdanovské. Poté vtéká do Černomořské nížiny. Ústí do Dněperského limanu Černého moře u města Mykolajiv.

## Vodní stav
Zdrojem vody jsou převážně sněhové srážky. K nejvyššímu pravidelnému vzestupu hladiny dochází od konce února do začátku května, k poklesu naopak od června do února. Průměrný průtok vody ve vzdálenosti 132 km od ústí činí 82 m³/s, maximální dosahuje 5320 m³/s, minimální klesá k 2,6 m³/s. Zamrzlá je téměř pravidelně v období od listopadu do února, načež rozmrzá v polovině března. Mineralizace vody dosahuje 0,9 g/l.

### Přítoky
- zprava – Vovk, Zhar, Riv, Silnycja, Dochna, Savranka, Kodyma, Bakšala, Čyčyklija
- zleva – Bužok, Ikva, Snyvoda, Desna, Sob, Udyč, Synycja, Syňucha, Velká Korabelna, Mertvovid, Hnylyj Elanec, Inhul

## Využití
Využívá se na zavlažování. V ústí je rozvinutý rybářský průmysl, který zpracovává candáty, štiky, hlaváče, a plotice Heckelovy. Na řece leží města Chmelnyckyj, Chmilnyk, Vinnycja, Hajvoron, Pervomajsk, Voznesensk a v ústí Mykolajiv. Vodní doprava je rozvinutá nad a pod Vinnycjí a od Voznesensku. Na řece byly vybudovány vodní elektrárny.

## Inspirace v českém umění
- Na řece Bugu se odehrává část příběhu Jana Kostky, hrdiny románu Vladislava Vančury Tři řeky.[1]
- Kolaborantský žurnalista Antonín J. Kožíšek věnoval část své reportážní knihy Moře bídy popisu situace v okolí Bugu v roce 1941.[2]